# Avrig
Avrig is een stad (oraș) in het Roemeense district Sibiu. De stad telt 14.259 inwoners (2002).

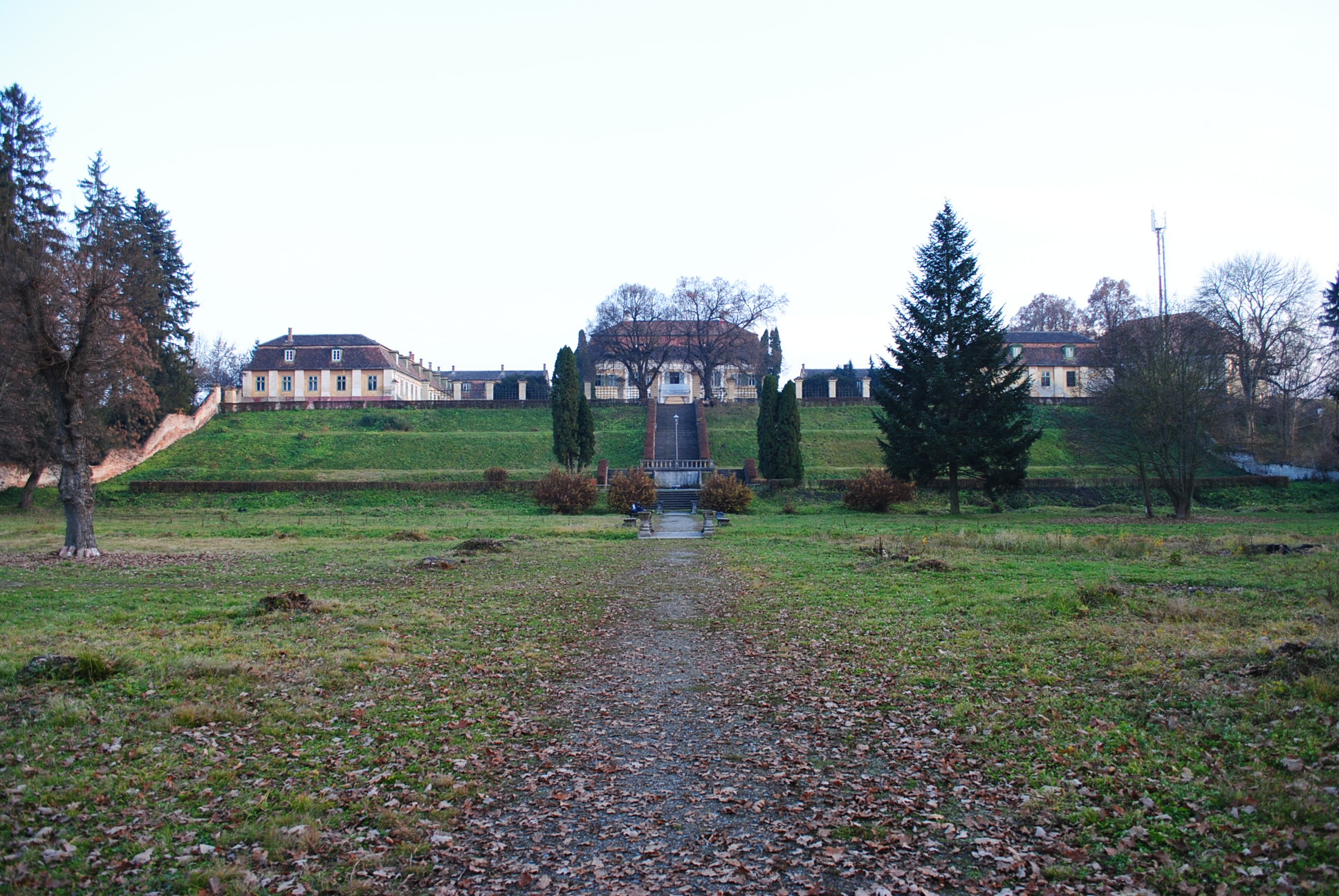
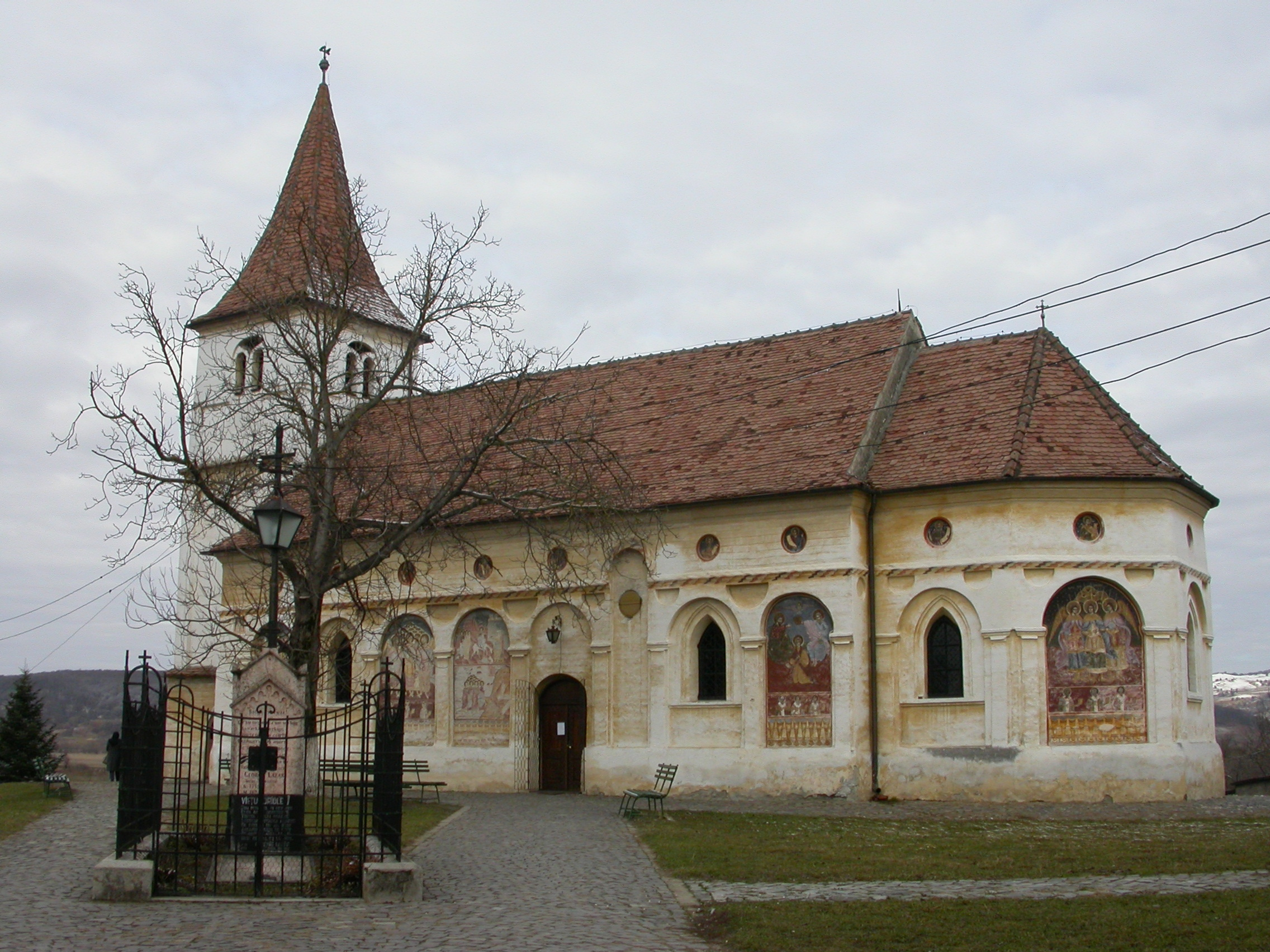
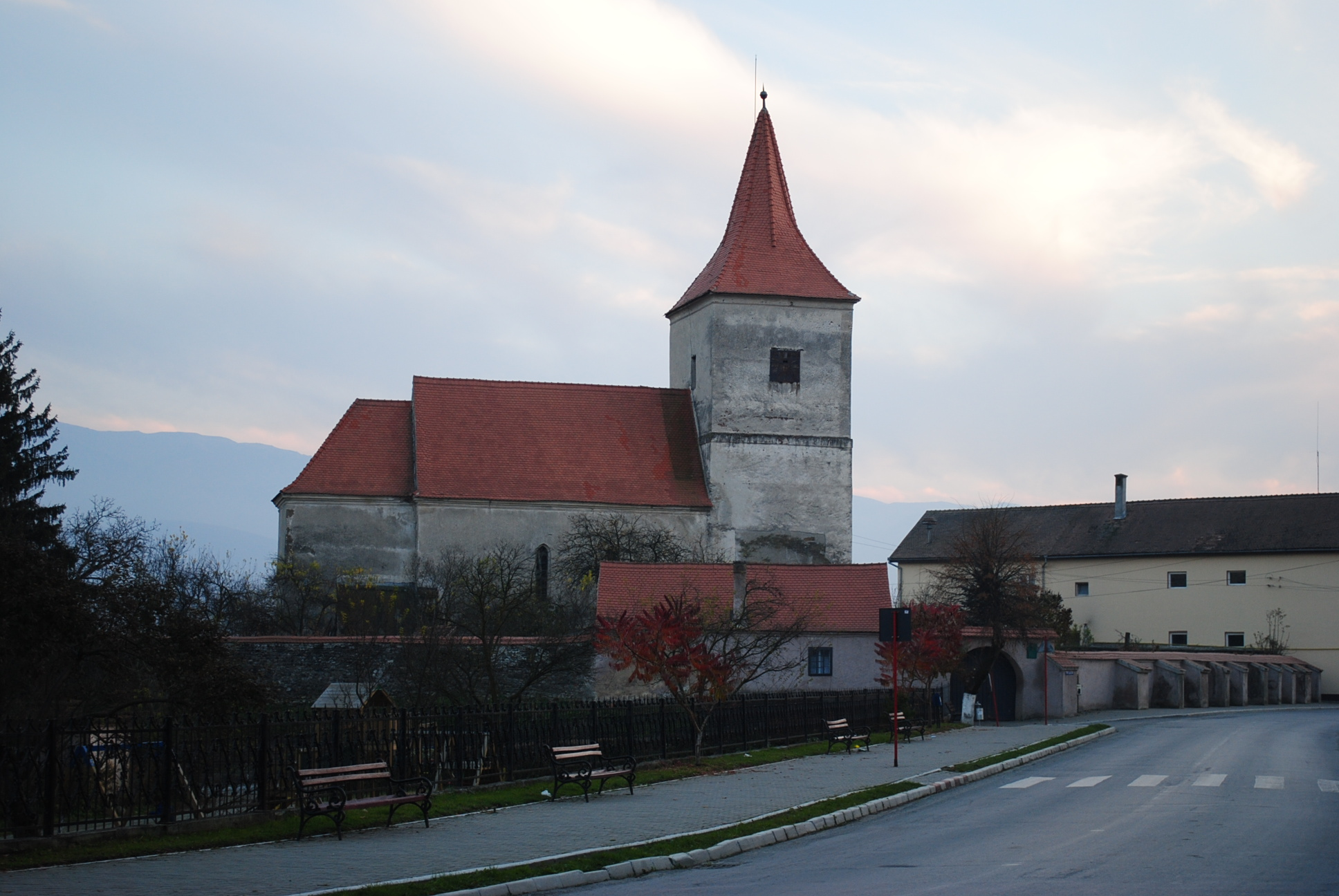